# Бевэн, Бриджит
Бриджит Бевэн (урождённая Воган; 30 октября 1698, Llannewydd, Кармартеншир — 11 декабря 1779, Лохарн, Кармартеншир), также известная как мадам Бевэн — валлийский педагог и благотворительница. Она была главной сторонницей Гриффита Джонса и его системы циркулярных школ.

## Жизнь
Бриджит Бевэн родилась в Дерлис-Корт в 1698 году. Она была младшей дочерью филантропа Джона Вогана (1663—1722), покровителя Общества распространения христианских знаний, и его жены Элизабет Томас (ум. 1721). 30 декабря 1721 года Бриджит вышла замуж за местного юриста и члена парламента от Кармартена Артура Бевэна (1689—1743) в мертирской церкви. Она была наследницей своего дяди, Джона Вогана из Дерли.
Бриджит разделяла интерес отца к благотворительности. В 1731 году она финансово поддержала лланддорорского ректора Гриффита Джонса, чтобы основать экспериментальную школу. Затея превратилась в систему циркулярных валлийских благотворительных школ, перемещавшихся из деревни в деревню и способствовавших образованию детей и взрослых по всему Уэльсу. Обучение велось на валлийском языке. Большая часть состояния мадам Бевэн вливалась в эти бесплатные школы. После смерти жены Джонса в 1755 году он переехал к Бевэн; после его смерти в 1761 году она взяла на себя управление проектом. В течение следующих восемнадцати лет она продемонстрировала деловую хватку и организаторские способности. Между 1736 и 1776 годами была основана 6 321 школа, в них обучали 304 475 человек, как взрослых, так и детей. Подсчитано, что в то время половина населения Уэльса посещала передвижную школу, и уровень грамотности в стране был одним из самых высоких в Европе. К 1764 году новости об успехе этой образовательной инициативы достигли Екатерины Великой в России, которая приказала своим министрам навести справки об этой системе.
Бриджит умерла в Лохарне, Кармартеншир, в 1779 году и оставила в наследство школам 10 000 фунтов. Адмирал Уильям Ллойд, однако, оспорил её волю, и дело было передано в Канцлерский суд, где оставалось в течение тридцати лет, в результате чего сумма выросла до более чем 30 000 фунтов стерлингов. В 1804 году деньги были направлены на образовательные цели, как и было задумано мадам Бевэн.
В 1854 году школы были включены в систему Национального общества, после чего система циркулирующих школ практически перестала существовать.